# コスモス140号
コスモス140号（ロシア語：Космос-140、ラテン文字表記の例：Kosmos-140）は、1967年に打上げられたソビエト連邦の宇宙船である。ソユーズ宇宙船（7K-OK）3回目の無人試験飛行で、ソユーズ1号有人打上げ前に行われた最後の無人飛行である。宇宙船は姿勢制御システムに異常を来たしながらも地上へ帰還したが、耐熱シールドに問題が生じ、次の打上げへ向けて設計が修正された。

## 概要
ソユーズ宇宙船最初の試験飛行はコスモス133号という名前で行われたが、その結果、宇宙船は多くの欠陥を抱えていることが露呈した。2機目はロケット異常で打上げに失敗した。有人飛行へ向けての試験飛行はまだ不十分で、3機目も無人で打上げることが決定された。
1967年2月7日、コスモス140号はバイコヌール宇宙基地よりソユーズ11A511ロケットによって打上げられ、予定通り地球周回軌道に投入された。しかし、直後に姿勢制御装置が故障、電力不足にも陥った。状況はコスモス133号の時ほど深刻ではなく、姿勢制御が完全に失われるには至らなかった。
2月9日に、コスモス140号は予定を切上げて逆噴射ロケットを点火し地球周回軌道を離脱した。しかし制御装置故障によりカプセルは計画より急な角度の弾道突入状態で大気圏突入を始めた。カプセルは予定地点より500 kmも手前に逸れ、凍結したアラル海に落下した。高温となっていたカプセルは氷を溶かして水中へ落下、そのまま10 mの海底に沈んでしまった。
カプセルを引揚げて調査した結果、大気圏突入の際に耐熱シールドに設置されていた30 cmの点検用穴（プラグ）が焼け落ちており、船の気圧も低下していたことが判明した。このトラブルを受けてこのプラグは廃止された。
試験は成功とは言い難かったが、下された評価は楽観的なものであった。耐熱シールド問題は設計変更によって解決済みとされ、それ以外のトラブルも乗員の適切な対処で対応可能とされた。その結果、次回のソユーズ打上げは有人で行うことが決定した。この飛行はソユーズ1号と名付けられたが、軌道投入直後から故障が頻発し、最終的には帰還パラシュートが開かずにコマロフ宇宙飛行士が死亡する惨事となった。